# Erythranthe taylorii
Erythranthe taylorii är en gyckelblomsväxtart som beskrevs av Guy L. Nesom. Erythranthe taylorii ingår i släktet Erythranthe och familjen gyckelblomsväxter. Inga underarter finns listade i Catalogue of Life.